# Pestsäule Korneuburg

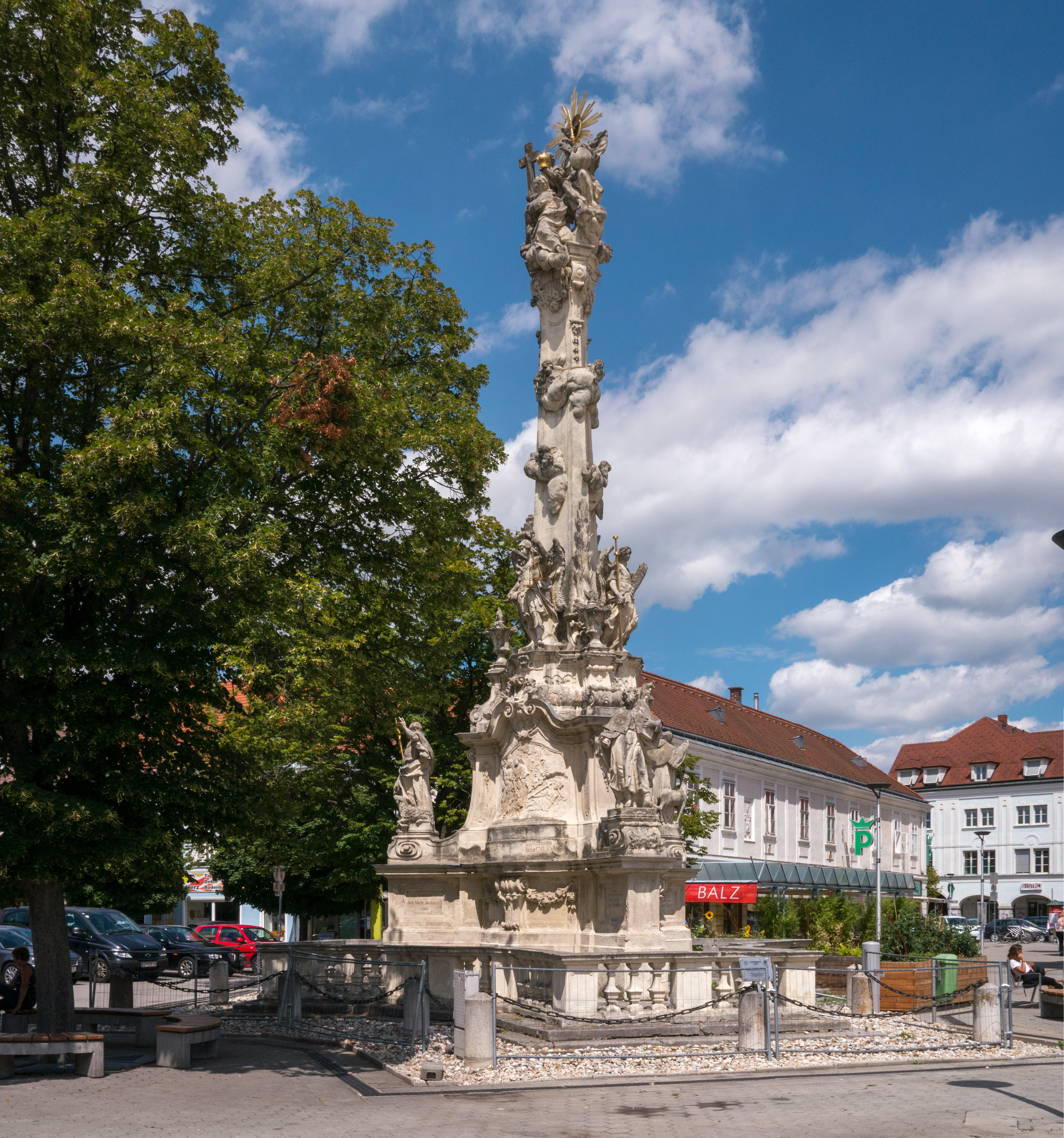
Pestsäule in Korneuburg

Die Pestsäule (auch: Dreifaltigkeitssäule) in der Stadtgemeinde Korneuburg in Niederösterreich wurde 1747 von Franz Leopold Farmacher errichtet. Sie steht auf dem Hauptplatz und steht unter Denkmalschutz.
Der Korneuburger Kaufmann Johann Michael Jochinger stiftete die Pestsäule 1747 neben Messstipendien für seine Familie und sich. In der untersten Statuenreihe ist der heilige Johannes der Täufer auf der nordwestlichen Seite dargestellt. Neben ihm ist ein Lamm dargestellt. Der heilige Ägidius ist auf der nordöstlichen Seite dargestellt, die Richtung Stadtpfarrkirche zeigt. Diese ist dem heiligen Ägidius geweiht. Auf der südöstlichen Seite ist eine Pilgerstatue dargestellt. Sie stellt vermutlich Jakobus den Älteren dar. Die drei Reliefs in derselben Ebene zeigen die drei christlichen Tugenden: Glaube in Form eines Mönches, Hoffnung, dargestellt durch eine betende Frau, und Liebe in Form einer mit Bürgerkrone gekrönten Frau, die Bedürftigen hilft.
In der Ebene darüber sind die Heilige Familie, sowie die drei Pestheiligen Sebastian, Rochus und Rosalia dargestellt. Darüber befinden sich die Statuen der drei Erzengel, Michael, Raphael und Gabriel. Die Säule schließt mit der Krönung Mariens durch die Heilige Dreifaltigkeit ab. Die Säule besteht aus Zogelsdorfer Sandstein und steht an der Stelle des ehemaligen Prangers.